# Bartolomeo Corsini
Pour les articles homonymes, voir Corsini et Corsini (homonymie).
Bartolomeo Corsini (né en 1683 à Florence, alors capitale du grand-duché de Toscane et mort en 1752 à Naples) est un noble italien, qui a été vice-roi de Sicile.

## Biographie
Fils de Filippo, marquis de Laiatique, et de Lucrezia Rinuccini, Bartolomeo Corsini est l'aîné de l'une des grandes familles de la cité de l'Arno, qui a bâti sa fortune, tour à tour sur la laine au Moyen Âge, la banque à la Renaissance (avec une succursale à Londres) et l'achat de terres et de palais à partir du XVIIe siècle.

### Jeunesse
Bartolomeo Corsini, élevé comme un noble d'épée traditionnel, est très tôt inséré dans les cercles du pouvoir grand-ducal. Gentiluomo di camera de Cosme III de Médicis en 1705, il est nommé peu après son guardaroba maggiore. En 1720, il est promu maestro di camera de la fille du Grand-duc, la princesse Anne-Marie-Louise de Médicis, veuve de l'Électeur palatin et deux ans plus tard, il assume encore le titre de cavalerizzo maggiore. Cette série de postes au sommet du Grand-duché de Toscane, Bartolomeo le doit d'abord à son père, Filippo, qui est un ami intime et compagnon de voyage de Cosme III (1667-1669) et conseiller de son fils Ferdinando II en 1670.
En 1705, Bartolomeo Corsini épouse Vittoria Altoviti avec laquelle il a beaucoup d'enfants qui lui permettent plus tard entre 1728 et 1730 d'être apparenté aux Niccolini, Ginori ou encore aux Stozzi.

### Les premières ambitions politiques: la question de la succession des Médicis à Florence (1723-1728)
En 1723, Francesco Maria Corsini, dernier représentant des branches collatérales de la famille, décède. Bartolomeo Corsini devient ainsi l'héritier universel du patrimoine familial. Une fortune qui compte des grandes exploitations agricoles réparties sur l'ensemble de la péninsule italienne (Toscane, Ombrie, Napolitain) et quelques actifs commerciaux à Messine. Sa position d'aîné le promettait à cette gestion comme ses ancêtres le furent au nom de la stratégie dynastique toscane. 
Son frère Neri Maria Iunior est lui bien différent. Inscrit à la renommée Académie de la Crusca, assemblée de lettres florentine, dès 1704, Neri est tout disposé à l'amour des arts, des lettres et de la culture. De 1709 à 1713, il fait une série de voyages européens où il amasse nombre de tableaux, de livres et de sculptures. 
Alors que la dynastie médicéenne à Florence est sur le point de s'éteindre, et que les tractations de paix de la guerre de Succession d'Espagne s'orientent vers une occupation bourbonienne ou habsbourgeoise du trône grand-ducal, Neri, soutenu par Bartolomeo, se voit nommer ambassadeur plénipotentiaire au congrès de Cambrai de 1718 à 1722. La tentative de faire respecter le vote su Sénat florentin de 1713 donnant la régence à la sœur de Gian Gastone de Medicis est rejetée par le concert des nations européennes, qui désignent le fils du roi d'Espagne et d'Élisabeth Farnèse, Don Carlos, comme le successeur des Médicis en Toscane. Neri a même proposé aux Anglais le port de Livourne en compensation de leur aide.  
L'idée républicaine où les grandes familles de Florence aurait détenu le pouvoir, chère aux Rinuccini et aux Corsini, échoue et constitue le premier frein aux ambitions politiques de Bartolomeo Corsini. En 1728, les deux frères Corsini ont même mis en place un grand projet éditorial le Museum Fiorentinum, ouvrage de recensement des collections artistiques et du patrimoine des grandes familles florentines, pour continuer de valoriser l'histoire et le prestige des aristocrates de la cité.

### L'interlude romain (1730-1732)
En juillet 1730, l'oncle de Bartolomeo et de Neri, le cardinal Lorenzo Corsini monte sur le trône de Saint Pierre sous le nom de Clément XII. Les Corsini connaissent alors le sommet de leur puissance. Neri est fait cardinal en août de la même année tandis que Bartolomeo est élevé au titre de prince de Sismano (fief ombrien de la famille). L'aîné des Corsini reçoit aussi la charge de chef de la guardia nobile du souverain pontife et préside la Congrégation du sollievo en 1731. Cette dernière est mise en place afin de redresser la situation financière des États pontificaux jugée catastrophique et de stimuler l'économie et le commerce. Cette présidence apparaît avant tout comme honoraire pour Bartolomeo qui est couvert par l'expérience dans ce domaine de son oncle (le cardinal Lorenzo fut Trésorier du Château Saint-Ange de 1710 à 1713), et par son frère qui prend de plus en plus de puissance à Rome alors que le pape âgé et malade cède de plus en plus de terrain face à ses neveux. D'ailleurs, la principale décision de cette Congrégation, la déclaration d'Ancône comme port franc en février 1732, est le fait de Lorenzo et de Neri.

### Letempo eroico: l'aventure bourbonienne de Bartolomeo Corsini (1732-1737)
En 1732, l'arrivée à Livourne de l'Infante d'Espagne, Don Carlos, venu réclamer ses droits (par sa mère qui est une Farnèse) sur Parme et Plaisance et sur la Toscane conformément au traité de Cambrai, relance les ambitions politiques de Bartolomeo Corsini. Il flanque alors le jeune prince espagnol et l'emmène par exemple visiter la chapelle dédiée au saint de la famille, Saint André Corsini à Florence en juillet 1732. En 1733, la guerre de Succession de Pologne bouleverse les équilibres des puissances européennes. Sur ordre des souverains espagnols, Don Carlos, marche alors sur Naples. Bartolomeo Corsini le suit dans cette conquête du Mezzogiorno continental et de la Sicile. En avril 1734, c'est sa tenure de Santa Maria di Capua qui sert de camp de stationnement à l'armée hispanique. Don Carlos se voit présenter les représentants des milieux intellectuels napolitains les plus progressistes comme Celestino Galiani, cappellano maggiore de l'université de Naples, et Bartolomeo Intieri (d'ailleurs ministre général de la tenure). Ces protégés de la famille Corsini vont se révéler un appui idéologique décisif pour le nouveau pouvoir bourbonien qui est sur le point de se mettre en place. Les Autrichiens qui tiennent le sud de la péninsule depuis 1707 sont rapidement vaincus. Bartolomeo Corsini est nommé lieutenant général de Naples et participe au siège de Gaète. En juillet 1735, il reçoit l'épée de Don Carlos lors de son sacre dans la cathédrale de Palerme. Charles de Bourbon devient le premier roi de la nouvelle monarchie des Deux-Siciles. Nommé cavalerizzo maggiore et primo gentiluomo di camera d'entrata, Bartolomeo Corsini occupe un des premiers postes de conseiller du jeune souverain. À cette époque, il est le canal privilégié des relations avec le Saint-Siège. Cependant, malgré cette proximité familiale, il n'arrive pas à faire accepter la reconnaissance par le pape (qui par l'hommage dit de la chinée investit les détenteurs du pouvoir à Naples) de Charles de Bourbon. De nouvelles désillusions se présentent à Bartolomeo. En 1736, les révoltes populaires anti-espagnoles dans le Latium, la rupture des relations diplomatiques avec Rome provoquent une distance des souverains espagnols vis-à-vis de Bartolomeo Corsini et ce malgré l'affection du jeune roi Bourbon. En 1736-1737, la disgrâce du comte de Santiesteban (ayo et maggiordomo maggiore du roi) ouvre l'espérance vite déçue au prince Corsini de lui succéder. Mais l'imposante stature de Bartolomeo, chef du parti italien à Naples, à la tête de relations privilégiées avec les Cours de Vienne, du Portugal ou des Stuarts, font craindre à Philippe V et Elisabeth Farnèse qu'il ne fasse que trop d'ombre à leur fils. Ils demandant d'ailleurs à leur fils de le "tenir à l'œil". Le comte de Salas, Montealegre, proche d'Élisabeth Farnèse, prend la suite du comte Santiesteban. La charge de maggiordomo maggiore est vidée de son importance politique. On propose à Bartolomeo Corsini la charge de maggiordomo de la reine, une jeune fille de 10 ans, Maria Amelia. Cette fonction est rapidement vue comme une dégradation. On lui offre alors la vice-royauté de Sicile pour laquelle il embarque en mars 1737.

### Bartolomeo Corsini, vice-roi de Sicile (1737-1747)
L'ambition politique de Bartolomeo Corsini n'est pas éteinte. Pour lui la nomination à Palerme n'est que temporaire. Il vise toujours la couronne de Parme ou de Plaisance voire la régence à Florence ou même les trois. Cependant, la conclusion de la paix en 1738 et la renonciation à ces États par Charles de Bourbon qui préfère conserver Naples, annule les espoirs du prince Corsini. Pis, sa Toscane est offerte aux Habsbourgs, rivaux des Bourbons, ce qui signifie qu'il ne pourra plus jamais rentrer dans sa terre natale.  Il se retrouve loin de Florence, presque en exil dans ce "pays manquant de tout", où "l'ignorance et la crédulité" marquent le règne de l'Inquisition. Quoi qu'il en soit, il effectue trois mandats (trienni) en Sicile de 1737 à 1747. Son mode de gouvernance le place comme un médiateur des tentatives centralisatrices du nouveau royaume bourbonien et les résistances particolaristiche des Siciliens. Il fait participer autant qu'il se peut l'ensemble des ministres de robe aux affaires à traiter. S'il n'est pas un homme de Montealegre qu'il perçoit comme un concurrent, il applique avec scrupule ls directives de Naples. Quand les milieux intellectuels les plus progressistes soutiennent la politique de réforme politique et économique voulue et menée par le comte de Salas entre 1739 et 1742, il la défend alors même qu'il reste perplexe sur la réalisation concrète d'initiatives lancées tous azimuts. C'est en ce sens un vice-roi constitutionnel, flegmatique face aux nouveautés, pragmatique par rapport à la situation d'une île qui connaît un retard économique important et de nombreuses carences, et, fidèle à son profil de financier, opportuniste pour faire des bénéfices colossaux sur le commerce du blé (ce qu'on lui reprochera d'ailleurs). Lui qui a connu la présidence de la Congrégation del solievo à Rome, dont le père de son beau-fils est gouverneur du port de Livoune, et dont le beau-fils, Carlo Andrea Ginori (qui a épousé la fille de Bartolomeo, Elisabetta en 1732), met sur pied une manufacture de porcelaine en 1735 à Doccia près de Florence, lui encore qui est intéressé par toute entreprise lucrative, s'intéresse à l'économie et au commerce mais ne prend pas de grandes décisions en ce sens pendant ses mandats de vice-roi. On le surnomme le Caton, froid et animée d'une morale rigoureuse. C'est un passionné de musique… et de belles chanteuses. Ainsi, en 1747, ce vieux veuf de 64 ans a une relation avec la jeune cantatrice florentine Maddalena Parigi qui est révélée au grand jour, qu'il recommande au principal ministre de Charles de Bourbon, le marquis Fogliani. Celui-ci par hostilité, en sachant que le prince Corsini sera bientôt de retour à Naples, publie la lettre. Raillé et moqué dans une Cour de bigots, loin de l'élan réformateur des débuts, Bartolomeo n'occupe plus qu'une place de Conseiller d'État à partir de 1748.

### Les ultimes années (1748-1752)
Le Conseil d'État ne se réunit guère plus dans ces années-là. Bartolomeo Corsini réside à Naples et côtoie les milieux intellectuels animés par son ministre général de la tenure de Santa Maria di Capua, Bartolomeo Intieri, et par son ami Celestino Galiani. Se rend-il à Massa Equana, sur les hauteurs de la péninsule de Sorrente, où Bartolomeo Intieri écoule sa retraite, entouré par ses disciples, les futurs grands économistes des Lumières comme Antonio Genovesi, Ferdinando Galiani ou encore Carlo Antonio Broggia ? On ne sait pas mais il doit sûrement fréquenter la bibliothèque du palais de son cousin à Naples, le marquis Alessandro Rinuccini, dont Bartolomeo Intieri a été aussi le ministre général de ses terres dans le sud mais aussi le grand ami intellectuel. Il lit sûrement là, en 1749, De l'esprit des lois de Montesquieu dont il fait l'éloge à Giovanni Gaetano Bottari, bibliothécaire de la famille à Rome, grand conseiller culturel et intellectuel de premier ordre. En 1750, il effectue son dernier voyage vers Anzio, port protégé et modernisé par Neri, pour fêter le jubilé. Il y rencontre alors l'ingénieur militaire français Jacques Philippe Mareschal et lui parle de l'invention de Bartolomeo Intieri, une étuve pour conserver les grains de blé qu'il utilise depuis 1731 sur sa tenure de Santa Maria di Capua. Cette recommandation a des effets surprenants car sans le vouloir Bartolomeo Corsini vient de contribuer remarquablement au débat agronomique qui secoue les Esprits des Lumières dans toute l'Europe durant la deuxième moitié du XVIIIe siècle. Une action de mécénat moderne et atypique qui permet à Bartolomeo Corsini de sortir des ombres culturelles conjointes de son frère et de son oncle, et de corriger le portrait d'un homme inculte et peu intellectuel.
Après une longue maladie, apparentée à un cancer du colon, Bartolomeo Corsini décède à Naples le 29 novembre 1752.